# راسيل سميث (لاعب كرة قدم أمريكية)
راسيل سميث (بالإنجليزية: Russ Smith)‏ هو لاعب كرة قدم أمريكية أمريكي، ولد في 11 نوفمبر 1895 في كاربوندال في الولايات المتحدة، وتوفي في 7 يوليو 1958.

## وصلات خارجية
- راسيل سميث على موقع مرجع كرة القدم المحترفة.كوم (الإنجليزية)